# Strophidon
Strophidon — рід муренових, який має широке розповсюдження в Тихому та Індійському океанах, де види в основному населяють донну зону.

## Види
- Strophidon dawydoffi Prokofiev, 2020
- Strophidon dorsalis (Seale, 1917)
- Strophidon sathete (Hamilton, 1822)
- Strophidon tetraporus Huang & Liao, 2020
- Strophidon ui Tanaka, 1918